# Hydraena magna
Hydraena magna är en skalbaggsart som beskrevs av Pu 1951. Hydraena magna ingår i släktet Hydraena och familjen vattenbrynsbaggar. Inga underarter finns listade i Catalogue of Life.